# 京都府道・大阪府道732号亀岡能勢線
京都府道・大阪府道732号亀岡能勢線（きょうとふどう・おおさかふどう732ごう かめおかのせせん）は、京都府亀岡市から大阪府豊能郡能勢町に至る一般府道である。

## 概要
京都府亀岡市西別院町笑路から大阪府豊能郡能勢町宿野に至る。

### 路線データ
- 起点：京都府亀岡市西別院町笑路（笑路交差点、国道423号交点）
- 終点：大阪府豊能郡能勢町宿野（宿野東交差点、京都府道・大阪府道54号園部能勢線交点）
- 総延長：12.1 km

## 歴史
- 1959年（昭和34年）
  - 12月1日 - 大阪府が一般府道14号亀岡能勢線として認定。
  - 12月18日 - 京都府が一般府道117号亀岡能勢線となる。
- 1984年（昭和59年）3月1日 - 大阪府道105号となる。
- 1994年（平成6年）4月1日 - 両府で番号を統一、現在に至る。
- 2018年（平成30年） - 9月の豪雨で地滑りが発生し京都府道・大阪府道54号園部能勢線との交差点から清正公前交差点の間、逢坂峠区間が通行止め。
- 2021年（令和3年）1月29日 - 災害復旧工事が完了して通行止め解除。

## 路線状況

### 通称
- 三田道

### 道路施設

#### 橋梁
- 大阪府
  - 山の神橋（堀越川、豊能郡能勢町）
  - 歌垣橋（田尻川、豊能郡能勢町）
  - 中田橋（一庫大路次川、豊能郡能勢町）

## 地理

### 通過する自治体
- 京都府
  - 亀岡市
- 大阪府
  - 豊能郡能勢町

### 交差する道路
| 交差する道路                     | 都道府県名 | 市町村名 | 市町村名 | 交差する場所 | 交差する場所        |
| -------------------------------- | ---------- | -------- | -------- | ------------ | ------------------- |
| 国道423号                        | 京都府     | 亀岡市   | 亀岡市   | 西別院町笑路 | 笑路交差点 / 起点   |
| 国道477号                        | 大阪府     | 豊能郡   | 能勢町   | 倉垣         | 倉垣橋交差点        |
| 大阪府道106号吉野下田尻線        | 大阪府     | 豊能郡   | 能勢町   | 倉垣         | 清正公前交差点      |
| 京都府道・大阪府道54号園部能勢線 | 大阪府     | 豊能郡   | 能勢町   | 宿野         | 宿野東交差点 / 終点 |

### 沿線
- 清正公堂

### 峠
- 大阪府
  - 堀越峠（豊能郡能勢町）
  - 逢坂峠（豊能郡能勢町）